# 三野太郎
三野 太郎（みの たろう、1969年1月11日 - ）は、日本の実業家。製造業及び不動産業などを手がける株式会社トラスティー代表取締役、企画及びプランニングを行う有限会社Eins International代表取締役、釣り業界最大の会(2011年時点で会員数約3000人)である村田基ファンクラブ/WaterLandClubの会長などを務める。
釣れない君（つれないくん）として株式会社トラスティーのバスフィッシングビデオ「まちがいだらけのバッシング」にて村田基と共演。以降、村田基とは釣りビジョンの番組である「死闘!パンタナール（前編/後編）」や、生放送番組の「フィッシング ニュース」で共演する他、個人では同チャンネルで「釣れない君の１日」(2時間番組)などに出演。雑誌「月刊ソルト＆ストリーム」への連載、「ルアーの達人・完全保存版」、「Bassing Spirits」、「BASS MODE」などへの出演も果たす。